# Gregor Kohlhofer
Gregor Kohlhofer (* 1993 in Leoben, Steiermark) ist ein österreichischer Schauspieler.

## Leben
Gregor Kohlhofer wuchs in Kindberg in der Steiermark auf. Während seiner Schulzeit wirkte er in verschiedenen Musicals und an Laienbühnen im Mürztal (Steiermark) mit. Von 2012 bis 2016 absolvierte er sein Schauspielstudium an der Hochschule für Musik und Darstellende Kunst in Graz. Zu Beginn seiner Ausbildung war er 2013 in dem Tanzprojekt Stein.Bewegung.Skulpturen. (Erarbeitung: Romy Hochbaum) und dem Bewegungsprojekt Romeo und Julia – bewegt (Erarbeitung: Martin Woldan) zu sehen. 2015 gewann er den Ensemblepreis beim Theatertreffen Deutschsprachiger Schauspielstudierender in Bochum für seine Mitwirkung in der Produktion Auch Schauspielern gibt man einen Gnadenschuss.
Während seines Studiums gastierte er in der Spielzeit 2014/15 am Schauspielhaus Graz als Lucentio in einer Inszenierung von Shakespeares Der Widerspenstigen Zähmung. 2015 trat er am Stadttheater Klagenfurt als „quirliger“ Puck in der Britten-Oper A Midsummer Night´s Dream (Regie: Immo Karaman) auf.
Nach seinem Abschluss war er in der Spielzeit 2016/17 Ensemblemitglied am Stadttheater Klagenfurt und trat dort außerdem in der Saison 2017/18 auf. Am Stadttheater Klagenfurt spielte er u. a. die Rollen Wilhelm Davison/Graf Aubespine in Maria Stuart (2016, Regie: Stephanie Mohr), die Titelrolle in dem Kindermusical Der Lebkuchenmann (2016–2017) und den Schweizerkas in Mutter Courage und ihre Kinder (2018, Regie: Bernd Liepold-Mosser) spielte.
2018 gastierte er bei den Rosegger-Festspielen in Krieglach. 2019 spielte im Grazer Kinder- und Jugendtheater „Next Liberty“ die männliche Hauptrolle des Branko in Die Rote Zora.
Kohlhofer stand auch für einige Film- und Fernsehproduktionen vor der Kamera. In dem von der Filmakademie Wien produzierten Kurzspielfilm Mathias (Regie: Clara Stern) spielte Gregor Kohlhofer in der Hauptrolle den Transgender Mathias. Der Film gewann 2017 den Kurzspielfilmpreis der Diagonale und 2018 den Österreichischen Filmpreis in der Kategorie „Bester Kurzfilm“. Seither ist Kohlhofer verstärkt auch in TV-Produktionen zu sehen. In der österreichischen Krimi-Serie SOKO Kitzbühel (Juni 2019) hatte er eine Episodenrolle als älterer Halbbruder eines Entführungsopfers. Im Landkrimi Steirerkreuz (Erstausstrahlung: Dezember 2019) verkörperte er, unter der Regie von Wolfgang Murnberger, den Sohn eines ermordeten Holzfabrikanten, der seinen Vater erwürgt im Bett auffindet.
Gregor Kohlhofer lebt in Wien.

## Filmografie (Auswahl)
- 2017: Mathias (Kurzfilm)
- 2018/19: Der Pass (Fernsehserie)
- 2019: SOKO Kitzbühel: Es geschah am Nachmittag (Fernsehserie, eine Folge)
- 2019: Landkrimi: Steirerkreuz (Fernsehreihe)
- 2021: SOKO Donau: Auf Abwegen (Fernsehserie, eine Folge)
- 2023: Wer wir einmal sein wollten
- 2023: Schnell ermittelt: Lisa Migutsch (Fernsehserie, eine Folge)
- 2025: Wie man normal ist und die Merkwürdigkeiten der anderen Welt (How to Be Normal and the Oddness of the Other World)